# 庞庆波
庞庆波（1961年2月—），男，汉族，中共党员，中共吉林省委党校研究生学历。中华人民共和国政治人物。

## 人物经历
庞庆波曾出任中共通化县委副书记、县长，中共通化县委书记，中共梅河口市委书记，在梅河口市任职期间，因为表现优异，2015年6月，被中共中央組織部授予「全國優秀縣委書記」榮譽稱號。2015年11月，升任中共白城市委书记。2021年1月，当选为吉林省人大常委会副主任。2023年换届离任。